# Siarczek kadmu
Siarczek kadmu, CdS – nieorganiczny związek chemiczny z grupy siarczków, sól kwasu siarkowodorowego i kadmu na II stopniu utlenienia. Występuje w przyrodzie jako minerał w postaci krystalicznej (grenokit) i amorficznej (ma zabarwienie żółte, pomarańczowe lub brunatne).
Pokrewnymi substancjami są tzw. selenosiarczki kadmu, będące roztworami stałymi Cd(S
1−xSe
x), które wraz ze wzrostem zawartości atomów selenu mają barwę od żółtej (czystego siarczku kadmu, żółcieni kadmowej), przez pomarańczową (oranże kadmowe), po czerwoną i ciemnoczerwoną (czerwienie kadmowe). Stosowane są one jako pigmenty m.in. do tworzyw sztucznych, farb, tuszów, czy emalii.